# 清末藩
清末藩（日语：／ Kiyosue-han */?）又稱為長府新田藩（日语：／ Chōfu-shindenhan */?）是日本長門國豐浦郡清末的藩，為長州藩支藩長門長府藩的支藩，承應2年10月12日（1653年12月1日）創藩，享保3年4月15日（1718年5月14日）廢藩，享保14年10月26日（1729年12月16日）再次創藩，明治4年7月14日（1871年8月29日）廢藩。
表高是10,000石，源於慶長15年（1610年）時的檢地，寬永2年（1625年）時是20,000石，其後寶曆12年（1762年）時是22,252石左右，寬政2年（1790年）時是23,430石左右，文化11年（1814年）時是23,142石左右，明治3年（1870年）時則是23,091石左右。藩廳是清末陣屋，藩校創建於天明7年（1787年）的育英館，安政4年（1857年）時改名為御稽古場，慶應4年（1868年）時改回為育英館，人口是2,479戶11,058人。武家屋敷方面，江戶藩邸上屋敷位於芝愛宕下廣小路、下屋敷位於芝西之久保，藏屋敷則位於江戶堀三丁目。

## 歷史
承應2年10月12日（1653年12月1日），長門長府藩藩主毛利綱元遵從其父毛利光廣以及祖父毛利秀元的遺願，分知10,000石予其叔父毛利元知，領地是長門國豐浦郡12村2浦。翌年9月，元知初次前往長府以及清末。萬治2年（1659年）3月，元知在清末村設置陣屋（清末陣屋）。天和3年閏5月14日（1683年7月8日），元知在江戶死去，其子毛利元平在同年8月3日（9月23日）繼位。享保3年4月15日（1718年5月14日），長府藩藩主毛利元矩死去，江戶幕府在長州藩的請求下讓元平繼任為長府藩藩主，改名毛利匡廣，清末藩因而廢藩。
享保14年10月26日（1729年12月16日），匡廣之子毛利師就繼任為長府藩藩主，他分知清末10,000石予其弟毛利政苗，清末藩再次創藩。寶曆5年（1755年）2月，清末藩由於財困而獲長州藩租借吉田宰判埴生村、松屋村以及船木宰判高泊村內200町（約1.98平方公里），為期十年。寬政6年閏11月2日（1794年12月23日）、享和2年（1802年）、文化2年（1805年）、文化6年（1809年）8月以及文化8年11月11日（1811年12月26日），清末藩先後爆發御家騷動。
文化15年3月4日（1818年4月9日），藩主毛利匡邦隱居，伊勢長島藩藩主增山正賢次子作為匡邦養子而繼位，即毛利政明，同年3月26日（5月1日）政明死去，近江堅田藩藩主堀田正敦六子作為政明養子而繼位，即毛利元世。弘化2年7月27日（1845年8月29日），元世死去，長府藩藩主毛利元義十一子作為元世養子在同年9月19日（10月19日）繼位，即毛利元承。嘉永2年7月11日（1849年8月28日），元承死去，豐後日出藩藩主木下俊敦四子作為元承養子而繼位，即毛利元純。
文久2年（1862年），清末藩出售江戶藩邸，並且轉移至櫻田的長州藩藩邸內。翌年6月7日（1863年7月22日），高杉晉作在清末藩豪商白石正一郎的住處創立奇兵隊。元治元年10月21日（1864年11月20日），清末藩被追究在禁門之變時的責任，大坂藩邸因而被沒收。元治2年（1865年）3月，清末藩內有志者65人組成育英隊。慶應2年6月7日（1866年7月18日），第二次長州征討爆發。同年6月16日（7月27日），清末藩與長州藩一同攻擊石見濱田藩，元純為石見國方面總督，育英隊也在石見國方面參謀大村益次郎麾下參戰。其後，育英隊駐守於石見國大森直至明治2年8月大森縣成立為止。明治3年2月9日（1870年3月10日），清末藩與長府藩聯手出兵鎮壓長州藩的脫隊兵。明治4年7月14日（1871年8月29日），廢藩置縣。

## 歷任藩主
| 家名   | 家格      | 名稱     | 石高     | 領地         |
| ------ | --------- | -------- | -------- | ------------ |
| 毛利家 | 外樣 陣屋 | 毛利元知 | 10,000石 | 長門國豐浦郡 |
| 毛利家 | 外樣 陣屋 | 毛利元平 | 10,000石 | 長門國豐浦郡 |
| 毛利家 | 外樣 陣屋 | 毛利政苗 | 10,000石 | 長門國豐浦郡 |
| 毛利家 | 外樣 陣屋 | 毛利匡邦 | 10,000石 | 長門國豐浦郡 |
| 毛利家 | 外樣 陣屋 | 毛利政明 | 10,000石 | 長門國豐浦郡 |
| 毛利家 | 外樣 陣屋 | 毛利元世 | 10,000石 | 長門國豐浦郡 |
| 毛利家 | 外樣 陣屋 | 毛利元承 | 10,000石 | 長門國豐浦郡 |
| 毛利家 | 外樣 陣屋 | 毛利元純 | 10,000石 | 長門國豐浦郡 |

## 領地
| 令制國 | 郡     | 領地 |
| ------ | ------ | --- |
| 長門國 | 豐浦郡 | 清末村、小月村、阿內村、上大野村、下大野村、上保木村、下保木村、轡井村、道市村、上岡枝村、下岡枝村、貴飯村、久野村、楢崎村、吉賀村、伊崎浦、竹崎浦 |

## 註解
1. ↑  清末現為山口縣下關市清末（日语：清末 (下関市)）[1]。
2. ↑  現行對應地名如下：
  - 芝愛宕下廣小路上屋敷現為東京都港區新橋4丁目6−15[4]。
  - 芝西之久保現為港區虎之門4丁目[5]。
  - 江戶堀三丁目現為大阪府大阪市西區江戶堀（日语：江戸堀）1丁目和2丁目[6]。
3. ↑  現行對應地名如下[1]：
  - 埴生村現為山口縣山陽小野田市埴生（日语：埴生）。
  - 松屋村現為下關市松屋（日语：王喜 (下関市)）、白崎、松屋上町、松屋東町、王喜本町、王喜宇津井、松屋本町和清末東町。
  - 高泊村現為山陽小野田市東高泊、西高泊（日语：高千帆町）、日之出、新生、柿之木坂、高千帆、揥山、石井手和綠丘。
4. ↑  大森現為島根縣大田市大森（日语：大森 (大田市)）[10]。

## 外部連結
- . kotobank （日语）.